# Redekin
Redekin este o comună în Saxonia-Anhalt, Germania